# 法比奧·祖利亞
法比奧·祖利亞·彭利拿，（英語：Fábio Júnior Pereira，1977年11月20日），巴西职业足球运动员，现效力于巴西人。
他被發現在意大利使用假護照，以歐盟球員身份出戰，他隨後被罰款，並禁止在一季於意大利聯賽上場，他最後亦沒有再在意大利聯賽登場。

## 榮譽
- 米納斯吉拉斯盃 (1):
  - 2002
- 明尼路州聯賽 (3):
  - 1997, 1998, 2002
- 巴西盃 (1):
  - 2000
- 巴甲聯賽 (1):
  - 2008
- 阿聯酋聯賽 (1):
  - 2005

## 連結
- Personal Profile （页面存档备份，存于） （葡萄牙文）
- Brazilian FA Database[永久] （葡萄牙文）
- Stats （页面存档备份，存于）